# Třída Charleston
Třída Charleston byly nákladní výsadkové lodě amerického námořnictva z doby studené války. Plavidla sloužila k přepravě a výsadku vojáků a nákladu. Celkem bylo postaveno pět jednotek této třídy. Byly to poslední americké válečné lodě této kategorie. Operačně byly nasazeny ve vietnamské válce. Ve službě je zcela nahradily výsadkové lodě třídy San Antonio.

## Stavba
Všech pět jednotek této třídy postavila americká loděnice Northrop Grumman v Newport News.
Jednotky třídy Charleston:
| Jméno                | Spuštěna         | Vstup do služby    | Status         |
| -------------------- | ---------------- | ------------------ | -------------- |
| Charleston (LKA-113) | 2. prosince 1967 | 14. prosince 1968  | Vyřazena 1992. |
| Durham (LKA-114)     | 29. března 1968  | 24. května 1969    | Vyřazena 1994. |
| Mobile (LKA-115)     | 19. října 1968   | 29. září 1969      | Vyřazena 1994. |
| St. Louis (LKA-116)  | 4. ledna 1969    | 22. listopadu 1969 | Vyřazena 1993. |
| El Paso (LKA-117)    | 17. května 1969  | 17. ledna 1970     | Vyřazena 1994. |

## Konstrukce

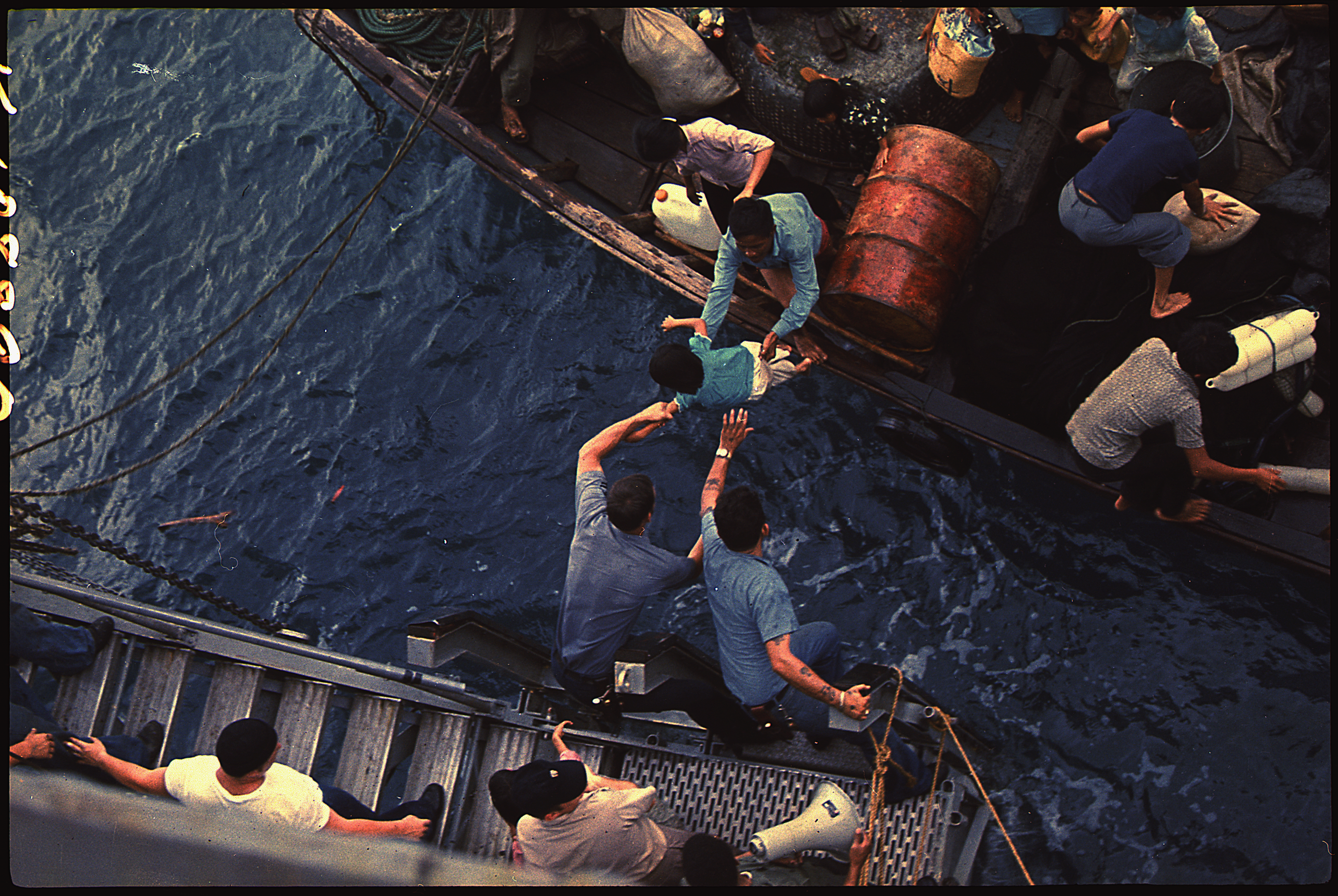
Posádka USS Durham (LKA-114) bere na palubu vietnamské uprchlíky

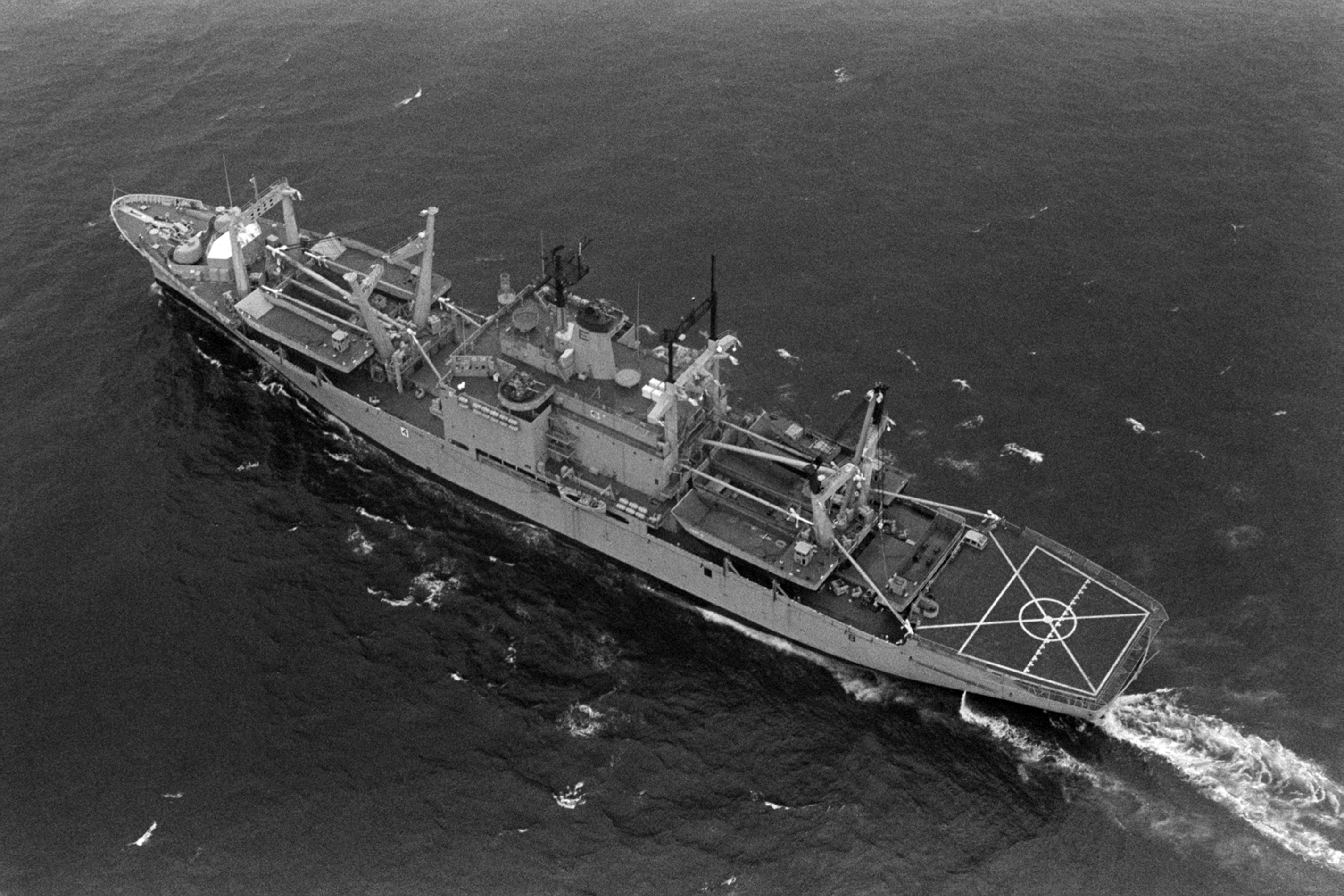
USS El Paso (LKA-117)

Vyloďování bylo prováděno pomocí vyloďovacích člunů typů LCM-8, LCM-6, LCVP a LCPL. Původní výzbroj tvořilo osm 76,2mm kanón ve dvoudělových věžích. Později polovinu z nich nahradily dva 20mm kanónové komplety Mk 15 Phalanx. Na zádi se nacházela přistávací plocha pro vrtulník. Pohonný systém tvořily dva kotle a parní turbína Westinghouse o výkonu 22 000 shp. pohánějící jeden lodní šroub. Nejvyšší rychlost dosahovala 20 uzlů.